# Thapsagus
Thapsagus là một chi nhện trong họ Linyphiidae.